# Константиновское (Костромская область)
Константиновское — деревня в Сусанинском районе Костромской области. Входит в состав Сумароковского сельского поселения.

## География
Находится в западной части Костромской области на расстоянии приблизительно 22 км на восток-северо-восток по прямой от районного центра поселка Сусанино.

## История
В XIX веке деревня относилось к Галичскому уезду Костромской губернии. В 1907 году здесь отмечено было 28 дворов.

## Население
Постоянное население составляло 105 человек (1897 год), 161 (1907), 33 в 2002 году (русские 100 %), 14 в 2022.